# Growth-arrest-specific gene-6
Growth-arrest-specific gene-6 (kurz: Gas6) ist ein Vitamin-K-abhängiges Protein, welches in γ-carboxylierter Form an verschiedene Rezeptoren bindet, zum Beispiel an Rezeptor-Tyrosinkinasen. Es beeinflusst so Zellwachstum und Replikation. Die exakte Funktion von Gas6 ist noch nicht definiert, man denkt aber, dass es ein physiologisches antientzündliches Protein ist.